# Sophronica rufosuturalis
Sophronica rufosuturalis là một loài bọ cánh cứng trong họ Cerambycidae.